# Станислав Цанов
Станислав Владимиров Цанов е български журналист и ютюбър, бивш водещ на ежедневния блок „Държавата днес“ по телевизия АЛФА.

## Биография
Станислав Цанов е роден на 13 април 1986 г. в град Велинград. Завършва журналистика и масмедии в УНСС. През 2009 година Станислав Цанов е участник в телевизионната продукция по БНТ „Големият избор“, където се класира на трето място от общо 12 младежи.
През 2011 година започва работа като водещ в ежедневния блок „Държавата днес“ на телевизия АЛФА, която е партийна телевизия на ПП АТАКА. От 2012 година започва свое седмично коментарно предаване – „Втори план“.
Паралелно с журналистическата си кариера развива и кариера на инструктор на групи по физическа подготовка и самоотбрана. През 2013 година е създаден сайтът му www.bodychess.com. Сайтът представлява двуезична онлайн платформа за инструктори от различни видове спорт, чрез чиито профили, включващи видео, снимки, статии и биография, потребителят може да избере подходящия за него инструктор и да се свърже с него. Към август 2020 г. сайтът е неактивен.
През май 2020 г. създава YouTube канала „Цанов НАПРЕД и НАГОРЕ“. Разпространява журналистически материали и разследвания с таблоиден характер.

## Критики
Каналът „Цанов НАПРЕД и НАГОРЕ“ е критикуван за разпространяване на дезинформация, свързана с пандемията от COVID-19. След руската инвазия в Украйна Цанов е обвиняван, че използва канала си, за да прокарва руска пропаганда. Той често кани събеседници с открито проруска риторика като Костадин Костадинов, Пламен Пасков, Валентин Вацев и др. Цанов е критикуван и заради това, че легитимира и героизира престъпници и измамници като екстрасенса Христо Христов (Стоянов).